# 綦江区
綦江区（きこうく）は中華人民共和国重慶市に位置する市轄区。

## 歴史
元代に綦江長官司が設置され、明代に綦江県と改称された。2011年に万盛区と統合され綦江区に改編され現在に至る。

## 行政区画
下部に7街道、24鎮を管轄する。
- 街道
  - 古南街道、文竜街道、三江街道、万盛街道、東林街道、新盛街道、通恵街道
- 鎮
  - 万東鎮、南桐鎮、青年鎮、関壩鎮、叢林鎮、石林鎮、金橋鎮、黒山鎮、石角鎮、東渓鎮、趕水鎮、打通鎮、石壕鎮、永新鎮、三角鎮、隆盛鎮、郭扶鎮、篆塘鎮、丁山鎮、安穏鎮、扶歓鎮、永城鎮、中峰鎮、横山鎮

## 交通

### 鉄道
- 渝貴線
  - 綦江東駅（中国語版）
- 川黔線
  - 綦江駅（中国語版）

### 道路
- 高速道路
  -  蘭海高速道路
  -  渝筑高速道路（中国語版）
  -  重慶都市圏環線高速道路（中国語版）
- 国道
  - G210国道
  - G353国道（中国語版）

## 健康・医療・衛生
- 綦江区婦幼保健院
- 綦江区中医院
- 綦江区人民医院